# Аламудунский аильный округ
Аламудунский аильный округ (аймак) — административная единица в Чуйском районе Чуйской области Кыргызстана.
Код COATE — 41708 203 807 00 0

## Население
По данным переписи 2022 года, в аильном округе проживало 13 811 человек.

## Известные уроженцы
- Татьяна Колпакова — советская легкоатлетка, олимпийская чемпионка в прыжках в длину. Заслуженный мастер спорта СССР (1980).
- Акулина Фоминична Чернецова — свекловод, звеньевая колхоза «Гигант» Ворошиловского района Фрунзенской области, Киргизская ССР. Герой Социалистического Труда (1948).
- Анастасия Константиновна Щербакова — звеньевая колхоза «Гигант» Ворошиловского района Фрунзенской области, Киргизская ССР. Герой Социалистического Труда (1948).
- Чолпонбек Эсенкул уулу — киргизский футболист, полузащитник. Выступал за сборную Кыргызстана.

## Административное деление
В состав Аламудунского аильного округа ныне входят населённые пункты:
- Аламудун
- Садовое

## Примечание
1. ↑  Государственный классификатор система обозначений объектов административно-территориальных и территориальных единиц Кыргызской республики. Архивная копия от 18 марта 2018 на Wayback Machine — Бишкек: Национальный статистический комитет Кыргызской республики, 2017.
2. ↑  Численность населения областей, районов, городов,поселков городского типа, айылных аймаков и айылов (сел) Кыргызской Республики Архивная копия от 10 ноября 2021 на Wayback Machine (на 2022 год).